# David Raagaard Jensen
David Raagaard Jensen (* 25. března 1992, Dánsko) je dánský fotbalový brankář a bývalý mládežnický reprezentant, který hraje v klubu FC Nordsjælland.

## Klubová kariéra
Jakožto dorostenec hrál v klubu Hillerød GI.
V Dánsku debutoval v profesionální kopané v dresu FC Nordsjælland na podzim 2011. V sezóně 2011/12 s týmem získal titul v Superligaen. Z klubu odešel v srpnu 2012 na krátké hostování do FC Fredericia a později (v lednu 2013) na půlroční hostování do Akademisk Boldklubu.

## Reprezentační kariéra
Jensen nastupoval za dánské mládežnické reprezentační od kategorie U16. Zúčastnil se Mistrovství Evropy hráčů do 21 let 2015 konaného v Praze, Olomouci a Uherském Hradišti, kde byli mladí Dánové vyřazeni v semifinále po porážce 1:4 ve skandinávském derby pozdějším vítězem Švédskem. Na turnaji byl rezervním brankářem v dánském týmu.